# Дункан-Брюстер, Шэрон
Шэрон Дункан-Брюстер (англ. Sharon Duncan-Brewster;  род. 8 февраля 1976 года) — британская актриса. Наиболее известна ролью Кристал Гордон в сериале «Плохие девчонки», сенатора Памло в «Изгой-один. Звёздные войны: Истории», Тулы Квик в  «Интергалактик»  и доктора Лайет Кайнс в фильме «Дюна». Она также озвучивала Кэтрин Хантер в  FIFA 17, FIFA 18 и FIFA 19.

## Биография
Родилась в 1976 году в Лондоне (Хакни)  в христианской семье бизнесмена и домохозяйки. Семья Шэрон ямайского происхождения. Дункан-Брюстер училась в начальной школе Фонда Рейн при Англиканской церкви в Бетнал-Грин с 1987 по 1991 год.  В разные годы её также оканчивали актёры Леонард Фентон, Теренс Стэмп и Эдди Марсан. Её дальнейшее обучение проходило в лондонском частном университете.
С юности увлекалась актёрской игрой, выступала на сцене Детского театра Энн Шер и часто посещала кинотеатры.  В 15 лет она сыграла первую роль на ТВ в сериале Эндрю Маршалла «2,4 ребёнка» на  BBC Television.

## Избранная фильмография
| Год  |   | Русское название | Оригинальное название | Роль             |
| ---- | - | ---------------- | --------------------- | ---------------- |
| 2021 | ф | Дюна             | Dune                  | доктор Лит Кайнс |
| 2025 | ф | Балерина         | Ballerina             | Ноги             |